# Emma Danieli
Pour les articles homonymes, voir Danieli (homonymie).
Emma Danieli , née Emma Fretta à Buscoldo (frazione de Curtatone en Lombardie) le 14 octobre 1936 et morte à Lugano (dans le Tessin en Suisse) le 21 juin 1998, est une actrice et animatrice de télévision italienne.

## Biographie

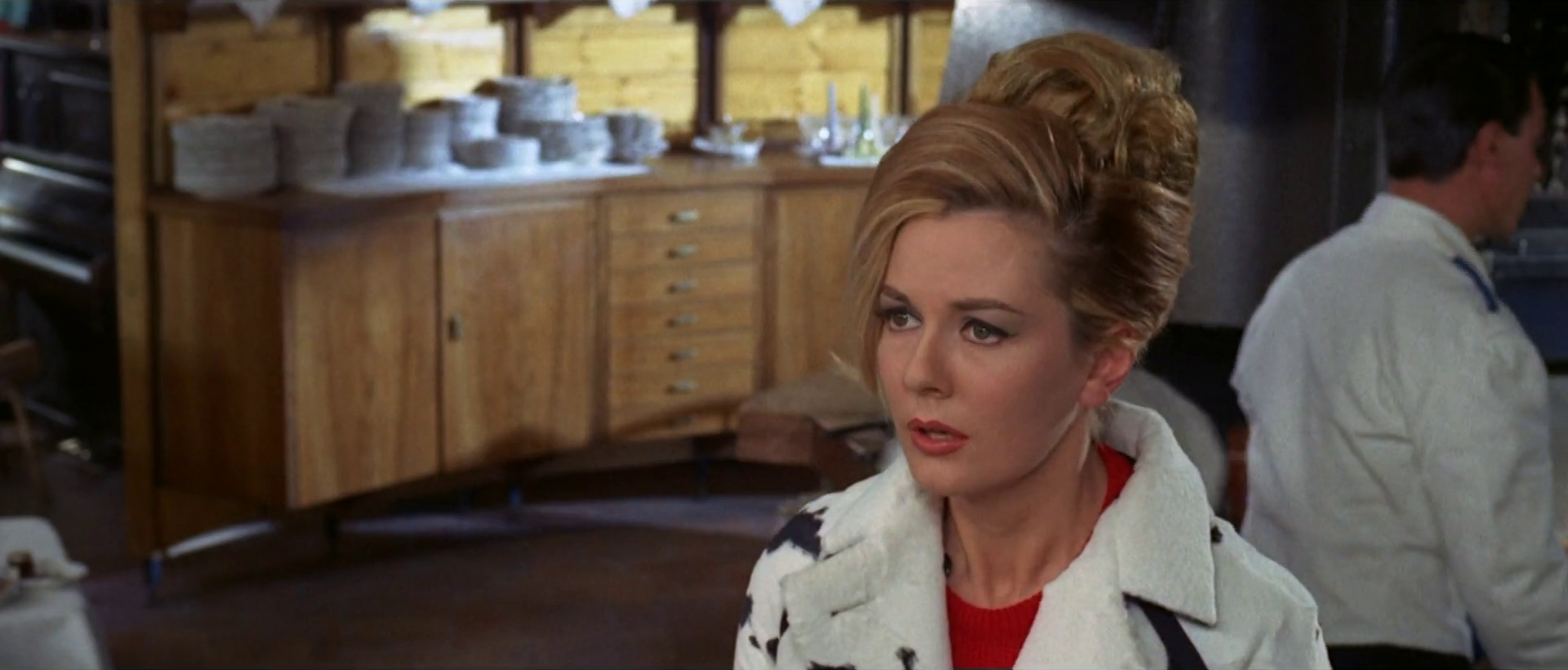
Emma Danieli dans Slalom (1965).

Emma Danieli a commencé sa carrière à un très jeune âge comme actrice de films publicitaires. Après avoir remporté un concours de beauté, elle fait ses débuts au cinéma en 1953, dans le film à sketches Nous les femmes. Si sa carrière cinématographique dure une décennie, Emma Danieli continue de se produire à la télévision comme actrice de films et de séries ; elle est aussi l'une des premières speakerines italiennes. Elle est également active sur la scène.
Elle est surtout connue pour son interprétation dans le film de science-fiction horrifique Je suis une légende, tourné en 1964 aux côtés de Vincent Price, Franca Bettoja et Franco Gasparri. Elle fait également une apparition — en tant que la riche dame au teckel — dans Le Tonnerre de Dieu aux côtés de Jean Gabin et Michèle Mercier. Danieli — qui a également participé à des romans-photos pour la revue Grand Hotel — a fait la une des magazines en tant que cover girl. Elle a été mariée au réalisateur de télévision Franco Morabito, dont elle a eu une fille, Stella, et dont elle s'est séparée après seulement quelques années de mariage.

## Filmographie
- 1953 : Nous les femmes (Siamo donne), film à sketchs de Alfredo Guarini, Gianni Franciolini, Roberto Rossellini, Luigi Zampa et Luchino Visconti
- 1955 : I pinguini ci guardano de Guido Leoni
- 1960 : Vacances en Argentine (Vacanze in Argentina) de Guido Leoni
- 1959 : Le Cavalier à l'armure d'or (I cavalieri del diavolo) de Siro Marcellini
- 1961 : La Terreur des mers (Il terrore dei mari) de Domenico Paolella
- 1961 : Les Frères Corses (I fratelli corsi) d'Anton Giulio Majano
- 1964 : Je suis une légende (L'ultimo uomo della Terra) d'Ubaldo Ragona et Sidney Salkow
- 1965 : Slalom de Luciano Salce
- 1965 : Le Tonnerre de Dieu de Denys de La Patellière
- 1966 : Des fleurs pour un espion (Le spie amano i fiori) d'Umberto Lenzi
- 1967 : Ombres sur le Liban (Le spie uccidono in silenzio) de Mario Caiano
- 1974 : Commissariat de nuit (Commissariato di notturna) de Guido Leoni